# 小笠原日出男
小笠原 日出男（おがさわら ひでお、1938年（昭和13年）7月28日 - ）は、日本の経営者。元UFJホールディングス社長。三菱東京UFJ銀行名誉顧問。元名城大学理事長。

## 人物
合併によるUFJ銀行の誕生により、東海銀行の最後の頭取となった。実質的には三和銀行に吸収される形で、名古屋に唯一本店を置く都市銀行を消滅に導いたことに、地元では批判の声もある。

## 略歴
- 1962年（昭和37年） 東京大学経済学部卒業[2]
- 1962年（昭和37年）4月 株式会社東海銀行入行
- 1990年（平成2年）6月 同取締役
- 1993年（平成5年）6月 同常務取締役
- 1995年（平成7年）6月 同専務取締役
- 1996年（平成8年）6月 同取締役副頭取
- 1998年（平成10年）4月 同取締役頭取
- 2001年（平成13年）4月 株式会社UFJホールディングス取締役社長（2002年6月退任）
- 2002年（平成14年）1月 株式会社UFJ銀行取締役会長（2002年6月退任）
- 2002年（平成14年）6月 株式会社UFJ銀行特別顧問
- 2002年（平成14年）6月 テレビ愛知株式会社取締役
- 2003年（平成15年）6月 東邦瓦斯株式会社監査役
- 2003年（平成15年）6月 ゼリア新薬工業株式会社監査役
- 2004年（平成16年）5月 タキヒヨー株式会社監査役
- 2004年（平成16年）6月 あいおい損害保険株式会社監査役
- 2004年（平成16年）7月 株式会社UFJ銀行名誉顧問
- 2006年（平成18年）1月 株式会社三菱東京UFJ銀行名誉顧問
- 2008年（平成20年）6月 名古屋鉄道株式会社監査役
- 2012年（平成24年）1月 名城大学理事長就任(2018年7月退任)